# GAD-2

Der Fragebogen GAD-2

Der GAD-2 (Generalized Anxiety Disorder) ist ein kurzes und effizientes Screening-Instrument zur Erfassung von generalisierter Angststörungen, der aus dem GAD-7 hervorgegangen ist  und sich als eigenständiger Fragebogen aus dem Gesundheitsfragebogen für Patienten (PHQ-D) etabliert hat. Darüber hinaus ist er auch zur Erfassung anderer Angststörungen geeignet. Er erfragt anhand von zwei Fragen spezifische Beschwerden innerhalb der letzten zwei Wochen, die auf einer vierstufigen Skala beantwortet werden.
Antwortmöglichkeiten sind „überhaupt nicht“, „an einigen Tagen“, „an mehr als der Hälfte der Tage“ und „fast jeden Tag“, denen entsprechend die Zahlenwerte 0 bis 3 zugeordnet sind.

## Auswertung des GAD-2
Aus der Summation beider Items wird ein Skalenwert im Bereich von 0–6 Punkten errechnet. Höhere Punktwerte entsprechen höheren Belastungen. Ein  Wert in dem Test von ≥ 3(Cut-off-Wert) ist als ernstzunehmender Indikator für pathologische Angstausprägungen zu werten.

## Testdiagnostische Gütekriterien des GAD-2

### Kriteriumsvalidität
Der GAD-2 weist folgende  Sensitivitäten bei einem Cut-Off-Wert von ≥ 3  auf:
- 86 %  für Generalisierte Angststörungen,
- 76 % für Panikstörungen
- 70 % für Soziale Angststörungen sowie
- 59 % für Posttraumatische Belastungsstörungen.

Folgende Spezifitäten bei einem Cut-Off-Wert von ≥ 3  werden berichtet:
- 83 %  für Generalisierte Angststörungen,
- 81 % für Panikstörungen
- 81 % für Soziale Angststörungen
- 81 % für Posttraumatische Belastungsstörungen.

### Reliabilität
Die interne Konsistenz beträgt nach Cronbachs Alpha α = .82.

### Vergleichswerte
In einer Studie mit einer Stichprobe von 2149 Patienten lag der Mittelwert des GAD-2 bei 1.4 (SD = 1.7).